# Niko Colonna
Pour les articles homonymes, voir Colonna.
Niko Colonna, né le 23 octobre 1994 à San Miniato en Toscane, est un coureur cycliste italien. Son frère Yuri est aussi coureur cycliste.

## Biographie
Niko Colonna naît au sein d'une famille impliquée dans le cyclisme. Son grand-père Egisto (décédé en 2016) a été directeur sportif de clubs amateurs, tandis que son père Federico a été cycliste professionnel.
Il fait ses débuts espoirs en 2013 au sein du club Mastromarco. Deux ans plus tard, il rejoint l'équipe Palazzago Fenice. Chez les amateurs italiens, il s'impose sur la Coppa San Sabino et obtient de nombreuses places d'honneur.  
En 2016, il termine notamment troisième du Grand Prix Industrie del Marmo. Avec la sélection nationale italienne, il participe au Trophée Matteotti, où il se classe 53e. Lors de l'été 2017, il est renversé à l'entraînement par une voiture autour de San Casciano in Val di Pesa, sans graves conséquences toutefois.
En juillet 2020, il est suspendu quatre ans par l'Agence nationale antidopage italienne dans le cadre de l'« affaire Altopack », remontant à 2017 avec la mort de son ancien coéquipier Linas Rumšas, pour diverses infractions au règlement antidopage (usage ou tentative d'usage d'une substance interdite ou d'un méthode interdite par un athlète, possession de substances interdites et utilisation de méthodes interdites, non-coopération pour le respect des règlements sportifs antidopage). Son frère Yuri écope lui aussi de la même suspension.

## Palmarès
| - 2014 - 3e du Grand Prix de Roncolevà - 3e du Gran Premio Comune di Cerreto Guidi - 2015 - Coppa San Sabino - 3e du Gran Premio Sportivi Poggio alla Cavalla - 3e du Giro delle Due Province | - 2016 - 2e de Parme-La Spezia - 3e de Vicence-Bionde - 3e du Grand Prix Industrie del Marmo |

## Classements mondiaux
| Année           | 2016   |
| --------------- | ------ |
| UCI Europe Tour | 1 001e |